# Little Black Dress (歌手,日本の音楽ユニット)
Little Black Dress（リトルブラックドレス）は、日本の音楽ユニット。レコードレーベルはキングレコード。所属はリズメディア。
愛称はLBD、リト黒、リト。
2024年11月2日のライブでキングレコードへメジャーレーベル移籍、同22日に移籍後初シングル「チクショー飛行/猫じゃらし」をリリースすることを発表した。これに合わせ、作詞作曲時の名義を「RYO」から「遼」に変更した。

## メンバー
- Ryo/遼（りょう、ボーカル・ギター担当、1998年11月3日 - ）

## 人物

### Ryo/遼
岡山県出身。身長170cm。血液型はO型。本名は非公開。
高校3年の春に上京。同年、奈良県春日大社で開催された音楽フェスティバル「MISIA CANDLE NIGHT」のオープニングアクト（前座）を務め、インディーズデビューの切っ掛けとなる。その際、日本を代表するクリエイティヴディレクター信藤三雄により「Little Black Dress」と命名されソロプロジェクトが始動。

## 来歴
2019年
- 5月1日 - 1st DIGITAL SINGLE「双六/優しさが刺となる前に」で東京レコードからインディーズデビュー。

2021年
- 7月2日 - 1st DIGITAL SINGLE「夏だらけのグライダー」でポニーキャニオンからメジャーデビュー。
- 9月20日 - 「雨と恋心」リリース記念として、自身初となるYouTube/SHOWROOM配信トークライブ「Little Black Dressのトリセツ！ vol.1」を開催。「雨と恋心」をギター弾き語りで披露した。

2022年
- 3月14日 - 「Rakuten Fashion Week TOKYO 2022 A/W」TOMO KOIZUMI's Collectionにモデルとして参加。
- 4月28日 - 6月17日公開の映画『怪盗クイーンはサーカスがお好き』主題歌を担当することが発表された。新曲「逆転のレジーナ」は作詞：及川眠子、作曲：林哲司、編曲・プロデュース：本間昭光。5月6日、『MISIAのオールナイトニッポンGOLD』にてフル尺で初オンエアされた。
- 5月5日 - 7月放送開始のアニメ『異世界薬局』のエンディングテーマを担当することが発表された。新曲「白雨」は本アニメのためにLittle Black Dress自身で詞を書き下ろした。

2023年
- 1月28日 - 自身のラジオ番組で、リトルブラックドレスの正式メンバーとしてギタリストMoe（柴﨑萌）が加入したことを発表。
- 2月16日 - RyoとMoeの2人ユニットとしての活動を公式にスタート。これに合わせ表記をアルファベットに戻した。
- 10月14日 - 奈良県の東大寺で開催された奉納公演に、MISIAらと参加。

2024年
- 12月27日 - 「PLAY GIRL」がテレ東系ドラマ「マイ・ワンナイト・ルール」の主題歌に決定。

2025年
- 2月11日 - TOKYO MUSIC SHOW 公開収録&ミニLIVE ～昭和歌謡を愛するオールジェネレーションの仲間たち～ を TOKYO FMホールで開催した。
- 7月23日 - メジャー1stアルバム「AVANTGARDE」をキングレコードよりリリース。自身初のフィジカルリリースとなった。

## ディスコグラフィー

### 未収録曲
- GOAL
- ソラミミ
- Baby Bird
- 私の好きな場所
- 十人十色
- 痕跡
- 脱皮（「優しさが刺となる前に」の原曲）
  - 上記7曲はインディーズデビュー前もしくはメジャー・デビュー前にライブで披露されたことがある楽曲である。既発曲ではあるが「だるま落とし」はシングル化、「愛まみれ」はインディーズ1stフルアルバム「浮世歌」への収録にあたり、一部歌詞が改変されている。MISIAのオープニングアクト時に初めて披露した楽曲は「十人十色」である。「十人十色」に関してはメジャー1stフルアルバム「AVANTGARDE」に収録された。その際に歌詞、アレンジは再編された。

- リスキードライブ（「SPICE OF LIFE」の原曲）
- 恵比寿ブラックホール（「PLAY GIRL」の原曲）
  - 上記2曲は新生Little Black Dress後にライブで披露された楽曲である。

### タイアップ
| 採用年 | タイトル  | 備考 |
| ------ | --------- | --- |
| 2020年 | Mirror    | 読売テレビ・日本テレビ系『ディスカバリー・エンターテインメント 秘密のケンミンSHOW 極』エンディングテーマ |
| 2025年 | PLAY GIRL | テレビ東京系「ドラマチューズ!」 『マイ・ワンナイト・ルール』オープニングテーマ                           |

## ミュージックビデオ
| 公開日         | 監督           | 曲名                                    | 備考                 |
| -------------- | -------------- | --------------------------------------- | -------------------- |
| 2019年5月1日   | 信藤三雄       | 双六                                    |                      |
| 2019年6月26日  | モリ★カツ      | 野良ニンゲン                            |                      |
| 2020年10月9日  |                | だるま落とし                            |                      |
| 2021年4月21日  | 信藤三雄       | 心に棲む鬼                              | 出演：船越英一郎     |
| 2021年7月2日   | 須永秀明       | 夏だらけのグライダー                    |                      |
| 2021年9月2日   | 須永秀明       | 雨と恋心                                |                      |
| 2022年6月8日   | 須永秀明       | 逆転のレジーナ                          |                      |
| 2022年6月27日  |                | 逆転のレジーナ（アニメ スペシャルVer.） |                      |
| 2022年8月10日  | Nobb Sueyoshi  | 白雨                                    | 出演：Drop Shit Qaos |
| 2024年5月24日  | フカツマサカズ | 恥じらってグッバイ                      |                      |
| 2024年8月31日  | 笠井嶺         | マロニエの花                            |                      |
| 2024年11月22日 | 髙田青二才     | チクショー飛行                          |                      |
| 2025年2月10日  |                | PLAY GIRL                               |                      |
| 2025年7月4日   | 中根さや香     | アヴァンギャルド                        |                      |

## ライブ活動
MISIAオープニングアクトは除く。オープニングアクトについてはオフィシャルHPに一部記載あり。
2017年
- 4月13日 - Shibuya eggman Girl’s UP!! vol.193

2018年
- 7月9日 - Jammin's Live w/萩谷清
- 9月8日 - 宗像フェス 〜FUKUTSU KOINOURA〜

2019年
- 4月20日 - Little Black Dress Show Case Live（渋谷Living Room） ※自身初のワンマンライブ
- 5月18日 - TOKYO RECORDS Presents Little Black Dress 双六 令和の陣（晴れたら空に豆まいて） ※インディーズデビュー後初ワンマンライブ
- 6月21日 - TOKYO RECORDS Presents 野良野ニンゲンと仲間たち 〜Acoustic Live〜（晴れたら空に豆まいて）
- 8月24日 - MUNETAKA Special 2019（渋谷 7th Floor）
- 9月1日 - SWEET LOVE SHOWER 2019 Morning Acoustic Session
- 9月3日 - Singin’ In The Moonlight vol.5（渋谷 duo music exchange）
- 10月14日 - MINAMI WHEEL 2019 OPENING FLASH！（BIGSTEP大階段）
- 10月26日 - Best Beautiful Booking vol.3（新宿Reny）
- 11月8日 - TOKYO RECORDS Presents「TOKYO MUSIC SHOW 〜歌謡ヒットパレード〜」（渋谷duo music exchange） - ゲストにミッツ・マングローブ、マルシア、松本伊代、フィンガー5 晃、スペシャルゲストとして仲本工事が出演
- 12月25日 - ラジオ・チャリティ・ミュージックソン愛の泉＠WHITE KITTE（丸の内KITTE）

2020年
- 2月15日 - GOLD FINGER since 1991 Valentine GIRL♡GIRL night（AiSOTOPE LOUNGE）
- 11月3日 - LITTLE BLACK DRESS × 成田昭次 参ったな2020（ビルボードライヴ横浜）
- 12月24日 - ラジオ・チャリティ・ミュージックソン＠丸ビル マルキューブ スペシャルステージ
- 12月27日 - LITTLE BLACK DRESS × 成田昭次 参ったな2020 追加公演（ビルボードライヴ東京）

2021年
- 3月27日 - TOKYO CREATIVE SALON GINZA『GINZA CHANNEL』オンラインライヴ w/成田昭次
- 4月17日 - 18日 - ザ・ヒット・ソング・メーカー 筒美京平の世界 in コンサート（東京国際フォーラム）
- 7月15日 - Little Black Dress ワンマンライヴ Special Guest 成田昭次（ビルボードライヴ横浜） ※メジャーデビュー後初ワンマンライブ
- 7月19日 - Little Black Dress ワンマンライヴ Special Guest 成田昭次（ビルボードライヴ大阪）
- 8月22日 - フジロックフェスティバル '20/21＠苗場食堂
- 9月4日 - マイナビTGC 21A/W オンラインライブ（オープニングアクト）
- 9月20日 - YouTube/SHOWROOM配信トークライブ Little Black Dressのトリセツ！ vol.1
- 9月25日 - FM岡山公開録音 CRED Heart Beat Live NTTクレド岡山ビル（ふれあい広場） ※インディーズデビュー以来、初めての地元凱旋ライブ
- 10月5日 - CITY POP NIGHT @ Blue Note Tokyo

2022年
- 2月18日 - CITY POP NIGHT vol.2＠Blue Note Tokyo 
- 6月16日 - 鈴木明男〜ここに古稀来る！第21回バースデーライブ〜（BLUES ALLEY JAPAN） - ゲスト出演
- 7月9日 - 木下大サーカスxリトルブラックドレス 映画『怪盗クイーンはサーカスがお好き』presents リトルブラックサーカス 　※地元岡山で木下大サーカスとのコラボイベントとして1日限りで特別開催
- 9月6日 - 黒（96）フェス2022 しげる祭 －白黒歌合戦－（チームスマイル 豊洲PIT） - オープニングアクトで出演
- 10月16日 - 岡山レインボーフェスタ2022（石山公園） - トークショー＆ミニライブ
- 10月28日 - CITY POP NIGHT vol.3 @ Blue Note Tokyo（ブルーノート東京）
- 11月3日 - 岡山城オープンイベント 漆黒の烏城ライトナウ！〜リトルブラックドレス＆STU48いざ参まいライブ〜（石山公園特設ステージ）

2023年
- 1月9日 - THEシティポップin六本木（EXシアター六本木）
- 3月4日 - Tokyo Records Presents Rockon Social Club Secret Party（Zepp Fukuoka）
- 3月10日 - 11日 - Tokyo Records Presents Rockon Social Club Secret Party（Zepp Osaka Bayside）
- 3月18日 - Tokyo Records Presents Rockon Social Club Secret Party（Zepp Nagoya）
- 3月24日 - 原宿RUIDO presents. 音渦-otouzu-（原宿RUIDO）
- 4月2日 - Tokyo Records Presents Rockon Social Club Secret Party（Zepp Sapporo）
- 4月7日 - 8日 - Tokyo Records Presents Rockon Social Club Secret Party（Zepp Haneda）
- 8月4日 - 6日 - 富士河口湖町制20周年 PEACEFUL PARK Charity for Happy Inclusion 2023（河口湖ステラシアター）
- 8月26日 - 男闘呼組 THE LAST LIVE -ENCORE- 日比谷野音 opening act（日比谷野外大音楽堂）
- 9月19日 - Tokyo Records Presents「BREAK UP SHOW 2023」（Zepp Haneda）
- 9月25日 - Tokyo Records Presents「BREAK UP SHOW 2023」（Zepp Nagoya）
- 9月27日 - Tokyo Records Presents「BREAK UP SHOW 2023」（Zepp Fukuoka）
- 10月1日 - Tokyo Records Presents「BREAK UP SHOW 2023」追加公演 （豊洲PIT）
- 10月22日 - 岡山レインボーフェスタ2023（下石井公園特設ステージ）
- 11月5日 - ザ・シティポップ・クロニクル 林哲司の世界 in コンサート（東京国際フォーラム）
- 11月11日 - FM岡山公開録音 CRED岡山 X'mas Special CHRISTMAS TREE LIGHTING EVENT（クレド岡山 ふれあい広場）

2024年
- 2月10日 - Emi Meyer L-O-V-E（ブルーノートプレイス） - スペシャルゲストとして2ndステージに出演
- 6月12日 - 13日 - SYNCHRONICITY POPリリース記念ライブ（ブルーノートプレイス）
- 7月6日 - 7日 - PEACEFUL PARK 2024 for 能登 -supported by NTT docomo-（石川産業展示館4号館）
- 7月20日 - CITY POP NIGHT vol.4（ビルボードライヴ東京）
- 8月9日 - FM岡山公開収録 岡山後楽園 幻想庭園SPECIAL FM岡山 FANTASTIC SUMMER LIVE（岡山後楽園）
- 9月7日 - 金沢ナイトミュージアム2024「Little Black Dressの能登への想いコンサート」（金沢蓄音器館）
- 10月6日 - 岡山レインボーフェスタ2024 (下石井公園特設ステージ)
- 10月26日 - ロハスフェスタⓇ 万博2024秋「 八尾トーヨー住器そぷら presents FM大阪 hug+music LOHAS LIVE（万博記念公園 東の広場）
- 11月2日 - 3日 - Little Black Dress Blue Note Place ワンマンライブ （ブルーノートプレイス）

2025年
- 6月7日 - 8日 - SAKAE SP-RING 2025（7日のみの出演：NVA Airホール）
- 7月23日 - AVANTGARDE リリースイベント（タワーレコード池袋 イベントスペース）
- 7月26日 - AVANTGARDE リリースイベント（アリオ倉敷 2Fフードコート内サテライトスタジオ前）

## メディア出演

### ラジオ番組
- Time Stripper（2018年7月2日 - 2020年3月26日、FM AICHI/DATE FM）全91回
- LBDのメイクルーム（2020年4月7日 - 7月28日、Inter FM）火曜20:00 - 20:30。全17回
- Tokyo Music Show（Inter FM）2020年8月6日 - 2022年9月30日：木曜20:00 - 21:00、2022年10月6日 - 2024年9月25日：木曜19:00 - 20:00、2024年10月2日 - ：水曜20:00 - 21:00）
- Little Black Dressのスモモも桃も桃のうち（2021年7月2日 - 2022年6月24日、FM岡山）金曜19:00 - 19:30。全52回
- Little Black Dress 黒いワンピース（2021年10月26日 - 2022年3月22日、ニッポン放送）火曜 20:30 - 21:00。全20回 ※ナイターオフ番組
  - season2（2022年10月1日 - 2023年3月25日）土曜 21:00 - 21:20。全21回
- Little Black DressのMake Sense（2024年4月6日 - 、FM大阪）土曜 21:00 - 21:30

## テレビ出演
- MISIA 平成武道館 生中継（WOWOW: 2019年4月28日）
- SWEET LOVE SHOWER（スペースシャワーTV）
  - 2020年1月3日 - SWEET LOVE SHOWER 2019 DAY3
  - 2020年2月28日 - SWEET LOVE SHOWER WATERFRONT STAGE特集
- THE MUSIC DAY 第一部（日本テレビ: 2021年7月3日） ※地上波初出演
- 音楽の日（TBS: 2021年7月17日、2022年7月16日、2023年7月15日、2025年7月18日）
- バズリズム02（日本テレビ: 2021年7月24日・9月18日、2022年6月25日、2024年6月8日、2025年1月18日）
- 24時間テレビ 愛は地球を救う44（日本テレビ: 2021年8月21日） ※テーマ曲「歌を歌おう」MISIAのギターコーラスで参加
- COUNT DOWN TV（TBS）
  - CDTV ライブ!ライブ!（2021年9月6日、2024年6月17日、2025年2月10日）
  - CDTVスペシャル!年越しプレミアムライブ2021→2022（2021年12月31日）
  - CDTV ライブ!ライブ!年越しスペシャル2022→2023（2022年12月31日）
- ザ・ヒット・ソング・メーカー 筒美京平の世界 in コンサート（WOWOW: 2021年10月3日）[23]
- Love music（フジテレビ: 2021年10月10日）
- HAPPY クリスマス おもちゃ屋 MISIA（日本テレビ: 2021年12月21日、2024年12月23日）
- うたコン（NHK総合: 2021年10月12日、2022年3月8日・6月21日・10月11日・11月15日、2023年10月24日、2025年7月15日）
- 音楽特番「こえうた」（NHK総合: 2022年5月7日）
- 発表!今年イチバン聴いた歌 （日本テレビ: 2022年12月28日）
- プレミアMelodiX!（テレビ東京: 2024年8月12日）
- MA HEADLINES ＃554（ミュージック・エア: 2025年1月4日《初回放送》）[24]
- 歌のサンセット（テレビ東京: 2025年3月14日）
- 新譜紹介 New Order（ミュージック・ジャパンTV: 2025年8月2日）